# Hungry Tree
Le Hungry Tree est un arbre situé sur l'un des parterres du King's Inns (en) à Dublin en république d'Irlande. Spécimen de platane commun, un arbre assez commun, il est surtout connu pour avoir recouvert une partie du banc qui se trouve près de lui. Il est avec le temps devenu une attraction touristique locale fréquemment photographiée. Il fut par ailleurs le sujet de campagne du politicien Ciarán Cuffe qui voulait assurer sa préservation.

## Description
L'arbre se trouve au sud du parc du King's Inns (en) (le Inns of Court irlandais) sur la Constitution Hill à Dublin,,. C'est un spécimen de platane commun (Platanus × hispanica) qui était couramment planté à Dublin au XIXe siècle ,,. Son âge est estimé entre 80 et 120 ans,. L'arbre, tout à fait commun et décrit comme ayant étant « médiocre en apparence ». Il mesure 21 mètres de haut pour une circonférence de 3,47 mètres,.

L'arbre fut planté à proximité immédiate d'un banc en fonte datant du début du XVIIIe siècle,. Avec le temps, l'arbre a grandi et a commencé à recouvrir le banc. L'expression « manger le banc »  (en anglais « eat the bench ») est souvent utilisée pour décrire ce phénomène et c'est ce qui est à l'origine de son nom : hungry tree (en français l'arbre affamé). Le parc du King's Inn est ouvert au public chaque jour entre 7h00 et 19h30 et est devenu avec le temps une attraction touristique,. Il est régulièrement photographié et est même apparu sur la couverture du guide touristique Secret Dublin – an unusual guid, et dans le livre de l'artiste Robert Ballagh (en) intitulé Dublin,.

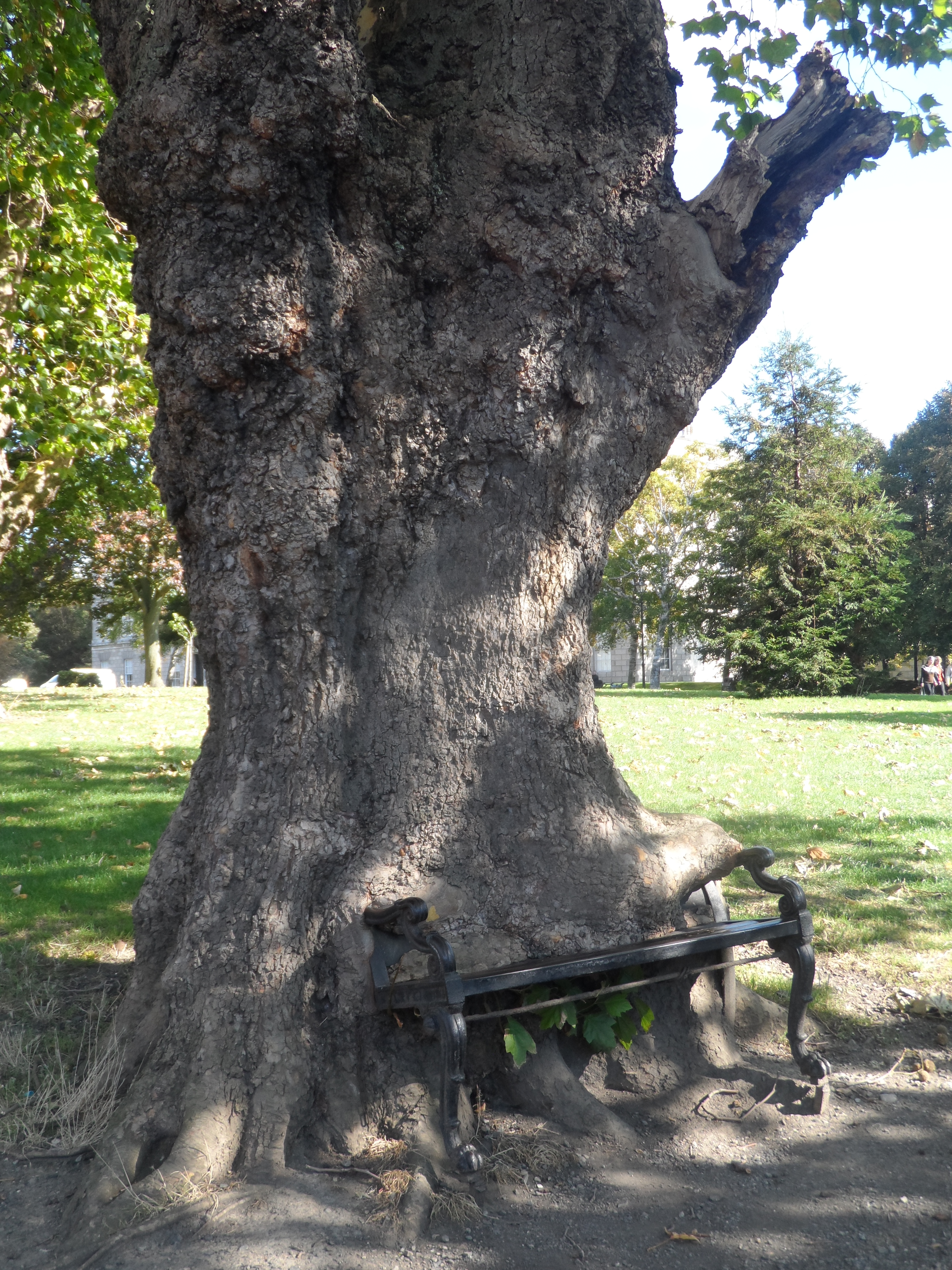
Hungry Tree en 2018

## Campagne de préservation
Le Tree Council of Ireland (en) l'a identifié comme l'un des Heritage trees (« Arbre du patrimoine ») du pays, principalement en raison de sa curiosité et de l'attrait touristique qu'il génère, plus que pour son âge ou sa rareté.
En 2017, l'homme politique Ciarán Cuffe, conseiller municipal de la ville de Dublin et membre du Green Party, fait compagne auprès du conseil municipal de Dublin Central sur la délivrance d'une version du Tree preservation order (en). Cuffe déclare notamment que le Hungree Tree et les arbres environnants « sont une délicieuse partie de l'histoire de la partie nord de la ville. Un peu comme le Blessington Street Basin (en). C'est un joyaux caché. Je l'aime et je détesterais le perdre... Ils sont les témoins de notre histoire et ils sont tous précieux pour leur âge ». L'application d'un TPO avait été refusé par le passé car il avait été considéré que l'arbre faisait déjà partie d'un ensemble architecturale préservé qui lui permettait donc déjà d'être protégé.